# Лейдинг (тауншип, Миннесота)
Лейдинг (англ. Leiding) — тауншип в округе Сент-Луис, Миннесота, США. На 2000 год его население составило 452 человека.

## География
По данным Бюро переписи населения США площадь тауншипа составляет 365,2 км², из которых 317,3 км² занимает суша, а 47,9 км² — вода (13,12 %).

## Демография
По данным переписи населения 2000 года здесь находились 452 человека, 193 домохозяйства и 133 семьи.  Плотность населения —  1,4 чел./км².  На территории тауншипа расположено 417 построек со средней плотностью 1,3 построек на один квадратный километр. Расовый состав населения: 75,22 % белых, 20,35 % коренных американцев, 1,77 % азиатов, 0,88 % — других рас США и 1,77 % приходится на две или более других рас. Испанцы или латиноамериканцы любой расы составляли 0,66 % от популяции тауншипа.
Из 193 домохозяйств в 25,9 % воспитывались дети до 18 лет, в 56,5 % проживали супружеские пары, в 8,3 % проживали незамужние женщины и в 30,6 % домохозяйств проживали несемейные люди. 29,0 % домохозяйств состояли из одного человека, при том 9,3 % из — одиноких пожилых людей старше 65 лет. Средний размер домохозяйства — 2,34, а семьи — 2,78 человека.
22,3 % населения — младше 18 лет, 7,3 % — в возрасте от 18 до 24 лет, 27,4 % — от 25 до 44, 29,0 % — от 45 до 64, и 13,9 % — старше 65 лет. Средний возраст — 41 год. На каждые 100 женщин приходилось 102,7 мужчин.  На каждые 100 женщин старше 18 приходилось 107,7 мужчин.
Средний годовой доход домохозяйства составлял 39 464 доллара, а средний годовой доход семьи —  40 592 доллара. Средний доход мужчин —  35 000  долларов, в то время как у женщин — 21 875. Доход на душу населения составил 17 796 долларов. За чертой бедности находились 7,0 % семей и 9,1 % всего населения тауншипа, из которых 17,5 % младше 18 и 4,5 % старше 65 лет.